# Damien Monier
Damien Monier (Clermont-Ferrand, 27 agosto 1982) è un ex ciclista su strada e pistard francese. Professionista dal 2005 al 2022, su strada ha vinto una tappa del Giro d'Italia, mentre su pista è stato due volte campione francese nell'inseguimento individuale.

## Palmarès

### Pista
- 2003

Campionato francese Under-23, inseguimento individuale
- 2005

Campionato francese, inseguimento individuale
- 2008

Campionato francese, inseguimento individuale

### Strada
- 2003

Chrono des Nations - Les Herbiers Vendée Under-23 (cronometro)
- 2010 (Cofidis, una vittoria)

17ª tappa Giro d'Italia (Brunico > Peio Terme)
- 2014 (Bridgestone-Anchor, una vittoria)

3ª tappa Tour de Constantine (Mila > Costantina)
- 2016 (Bridgestone-Anchor, due vittorie)

8ª tappa, 2ª semitappa Tour de la Guadeloupe (Les Abymes, cronometro)
Classifica generale Tour de la Guadeloupe
- 2017 (Bridgestone-Anchor, una vittoria)

3ª tappa Tour de Kumano (Taiji Hanto > Taiji Hanto)

#### Altri successi
- 2017 (Bridgestone-Anchor)

Classifica a punti Tour de Kumano

## Piazzamenti

### Grandi Giri
- Giro d'Italia

2008: 111º
2010: 89º
- Tour de France

2010: 68º
- Vuelta a España

2007: 129º
2009: 65º

### Classiche monumento
- Giro di Lombardia

2006: ritirato
2007: squalificato

### Competizioni mondiali
- Campionati del mondo su strada

Hamilton 2003 - Cronometro Under-23: 11º
- Campionati del mondo su pista

Bordeaux 2006 - Inseguimento individuale: 8º

### Competizioni continentali
- Campionati europei su strada

Atene 2003 - Cronometro Under-23: 13º
- Campionati europei su pista

Mosca 2003 - Inseguimento individuale Under-23: 9º